# Distrito de Niedersimmental
El distrito de Niedersimmental (literalmente Bajo Simmental) es uno de los antiguos 26 distritos del cantón de Berna, Suiza, ubicado al suroeste del cantón, tiene una superficie de 306 km². La capital del distrito era Wimmis. 

## Geografía
El distrito de Niedersimmental es uno de los distritos que forman la región del Oberland bernés (Berner Oberland en alemán). Limita al norte con los distritos de Schwarzenburgo, Seftigen y Thun, al sureste con Frutigen, al suroeste con Obersimmental, y al oeste con Sense (FR). El distrito comprende parte del Lago de Thun.

## Historia
Castellanía bernesa desde 1449 (equivalente de una bailía), distrito del cantón del Oberland en 1798, bailía en 1803, y distrito del cantón de Berna. Desde 1997, Niedersimmental hace parte de la región del Oberland bernés y del círculo judicial y catastral de Frutigen-Niedersimmental, con tribunal en Wimmis y registro de tierras en Frutigen. En 1439, Berna adquirió de parte de los barones del Emmental las antiguas posesiones de los Weissenburgo, que incluían las jurisdicciones de Weissenburgo (Därstetten, Oberwil im Simmental) y de Erlenbach im Simmental, además de una parte de los derechos sobre las señorías de Diemtigen y Wimmis. Finalmente en 1449, Wimmis con su fuerte fue cedido a Berna por los Scharnachtal, burgueses de la ciudad. Berna reagrupas estos territorios para formar una nueva circunscripción administrativa, llamada castellanía del Niedersimmental, o bailía de Wimmis, de la que dependía también la jurisdicción de Reutigen desde 1494. El castillo de Wimmis fue convertido en residencia del castellano. 
Antes de la dominación bernesa, los habitantes se administraban gracias a la Landsgemeinde o comunidad de valle (Talschaft) del Niedersimmental (parroquias de Erlenbach, Oberwil, Därstetten, Diemtigen y Wimmis). La gente de la región estuvo investida de deberes y cargos en 1393-1397 y entre 1429 y 1445. En 1439, Berna confirma sus costumbres, puestas por escrito en 1454. Bajo la presidencia del estandarte local, la Landsgemeinde, llamada también Landkammer desde finales del siglo XVII, se reunía una vez al año en Erlenbach y administraba los bienes de la comunidad (fondo general para caminos, alpages, etc., fondo de asuntos militares y becas de los pobres). Esta circunscripción administrativa y judicial sobrevivió a la Revolución francesa; el fondo de las tierras fue suprimido en 1834, mientras que el consuetudinario lo fue en 1836.
En 1798, Erlenbach se convirtió en capital del distrito del Niedersimmental (en el cantón del Oberland). En 1803, el castillo de Wimmis volvió a convertirse en capital y sede de las autoridades de la bailía, que englobaba desde entonces la antigua baronía de Spiez. El distrito fue disuelto el 31 de diciembre de 2009 tras la entrada en vigor de la nueva organización territorial del cantón de Berna. Las comunas del distrito fueron absorbidas en su casi totalidad por el nuevo distrito administrativo de Frutigen-Niedersimmental, por su parte las comunas de Niederstocken, Oberstocken y Reutigen fueron atribuidas al nuevo distrito administrativo de Thun.

## Comunas
| Distrito de Niedersimmental | Distrito de Niedersimmental | Distrito de Niedersimmental | Distrito de Niedersimmental | Distrito de Niedersimmental |
| Comunas                     | Población (31.12.2007)      | Superficie km²              | Densidad hab./km²           |                             |
| --------------------------- | --------------------------- | --------------------------- | --------------------------- | --------------------------- |
| Därstetten                  | 854                         | 32,8                        | 26,03                       |                             |
| Diemtigen                   | 2138                        | 130,0                       | 16,44                       |                             |
| Erlenbach im Simmental      | 1688                        | 36,7                        | 45,99                       |                             |
| Niederstocken               | 281                         | 5,5                         | 51,09                       |                             |
| Oberstocken                 | 290                         | 4,1                         | 70,73                       |                             |
| Oberwil im Simmental        | 829                         | 46,0                        | 18,02                       |                             |
| Reutigen                    | 934                         | 11,3                        | 82,65                       |                             |
| Spiez                       | 12.417                      | 16,8                        | 739,10                      |                             |
| Wimmis                      | 2274                        | 22,3                        | 101,97                      |                             |
| Total (9)                   | 21.705                      | 305,5                       | 71,04                       |                             |